# Montauban-de-Luchon
Montauban-de-Luchon är en kommun i departementet Haute-Garonne i regionen Occitanien i södra Frankrike. Kommunen ligger i kantonen Bagnères-de-Luchon som tillhör arrondissementet Saint-Gaudens. År 2022 hade Montauban-de-Luchon 506 invånare.

## Befolkningsutveckling
Antalet invånare i kommunen Montauban-de-Luchon
Referens:INSEE